# Short n' Sweet
Short n' Sweet är den amerikanska sångerskan Sabrina Carpenters sjätte studioalbum, utgivet den 23 augusti 2024.

## Låtlista
| Nr           | Titel                | Producent                       | Längd |
| ------------ | -------------------- | ------------------------------- | ----- |
| 1.           | Taste                | Ryan Kirkpatrick Julian Bunetta | 2:37  |
| 2.           | Please Please Please | Antonoff                        | 3:06  |
| 3.           | Good Graces          | Ryan Bunetta                    | 3:05  |
| 4.           | Sharpest Tool        | Antonoff                        | 3:38  |
| 5.           | Coincidence          | Ryan Kirkpatrick                | 2:44  |
| 6.           | Bed Chem             | Ryan Kirkpatrick                | 2:51  |
| 7.           | Espresso             | Bunetta                         | 2:55  |
| 8.           | Dumb & Poetic        | Ryan                            | 2:13  |
| 9.           | Slim Pickins         | Antonoff                        | 2:32  |
| 10.          | Juno                 | Ryan                            | 3:43  |
| 11.          | Lie to Girls         | Antonoff                        | 3:22  |
| 12.          | Don't Smile          | Ryan Bunetta                    | 3:26  |
| Total längd: | Total längd:         | Total längd:                    | 36:15 |